# Herbert von Halem Verlag
Der Herbert von Halem Verlag ist ein 1997 von Herbert von Halem gegründeter wissenschaftlicher Verlag mit Sitz in Köln. Er publiziert jährlich etwa 30 bis 40 Titel.

## Profil
Zu Beginn der Verlagstätigkeit lag der Fokus auf medien- und kommunikationswissenschaftlichen sowie publizistischen Themen, darunter Dissertationen und Studien. Im Laufe der Zeit wurde das Programm um Publikationen zu Bild- und Filmwissenschaft, Sportkommunikation und Cultural Studies erweitert. Mit der Reihe edition medienpraxis wurde der wissenschaftliche Rahmen durch populärwissenschaftliche Veröffentlichungen, u. a. Interviewbände und Essays, angereichert.
In Zusammenarbeit mit dem Institut für Kommunikationswissenschaft und Medienforschung der Ludwig-Maximilians-Universität München erstellt der Verlag online das Biografische Lexikon der Kommunikationswissenschaft, mit dem Institut für Journalistik der Technischen Universität Dortmund entstehen die Online-Zeitschriften rezensionen:kommunikation:medien und Journalistik Journal. Seit 2005 gibt der Herbert von Halem Verlag zusammen mit dem Zentrum für interdisziplinäre Bildforschung image. Zeitschrift für interdisziplinäre Bildwissenschaft heraus. Anfang 2016 erschien der Spiegel-Bestseller  Politisches Framing der Sprach- und Kognitionswissenschaftlerin Elisabeth Wehling im Verlag. Auch konnte  der Verlag im selben Jahr sein Online-Angebot um das Journalistikon – ein Wörterbuch der Journalistik – erweitern. Seit 2018 erscheint die Online-Zeitschrift Journalistik unter Herausgeberschaft von Bernhard Debatin, Gabriele Hooffacker, Horst Pöttker, Tanjev Schultz, Martina Thiele und Anna Berneiser. 
Anfang 2017 erwarb der Herbert von Halem Verlag die Segmente Praxisliteratur für Film, Journalismus und PR und die Fachbücher zu Film-, Kommunikations- und Medienwissenschaft sowie Soziologie des Konstanzer Verlags UVK und erweiterte dadurch sowohl sein wissenschaftliches Programm als auch sein bestehendes Praxisliteratur-Sortiment.

## Kölner Mediengespräche
Seit 2013 werden in den Verlagsräumen unter dem Namen "Kölner Mediengespräche" regelmäßig Veranstaltungen durchgeführt, die den Austausch zwischen Wissenschaft und Publikum fördern sollen. Im Rahmen von Vorträgen, Diskussionsrunden und Präsentationen werden Neuerscheinungen des Verlags vorgestellt und Themen aus der Welt der Medien und der Kommunikation besprochen.

## Sonstiges
Seit 2009 vergibt der Herbert von Halem Verlag im Rahmen der Jahrestagung »Methoden der Publizistik- und Kommunikationswissenschaft« der DGPuK den Best Proposal Award für die beste Einreichung. 
Seit 2014 werden außerdem jährlich in Zusammenarbeit mit dem Nachwuchs der DGPuK medien- und kommunikationswissenschaftliche Dissertationen mit dem Herbert von Halem Promotions-Förderpreis (bis 2020 "Herbert von Halem Nachwuchspreis") ausgezeichnet. Eingesendete Dissertationsprojekte werden dabei von einer Jury aus fünf promovierten Nachwuchswissenschaftlern auf Originalität, gesellschaftliche und fachliche Relevanz, theoretische Fundierung, methodisches Vorgehen, voraussichtliche Substanz der Ergebnisse sowie Stringenz der Darstellung hin begutachtet. Herbert von Halem und ein Mitglied des DGPuK-Vorstands unterstützen die Jury als Beirat. Die Gewinner erhalten eine zuschussfreie Publikation ihrer Dissertation im Verlag.
Verlagsgründer Herbert von Halem ist der Urenkel von Otto von Halem, seinerzeit ebenfalls Betreiber und Gesellschafter mehrerer Verlage in Deutschland.

## Reihen
- edition KHM
- edition medienpraxis
- Fiktion und Fiktionalisierung
- Forum Neue Medien
- Grundlagen der Semiotik
- Jahrbuch Medien und Geschichte
- Journalismus Bibliothek
- Journalismus International
- Klagenfurter Beiträge zur Visuellen Kultur
- Methoden der Kommunikationswissenschaft
- Neue Schriften zur Online-Forschung
- Öffentlichkeit und Geschichte
- Organisationskommunikation
- Reihe des Instituts für Praktische Journalismus- und Kommunikationsforschung
- Sportkommunikation
- Theorie und Geschichte der Kommunikationswissenschaft
- Unterhaltungsforschung